# HD24826
HD24826 — хімічно пекулярна зоря спектрального класу A2, що має видиму зоряну величину в смузі V приблизно  9,1.
Вона  розташована на відстані близько 1101,9 світлових років від Сонця.